# Szlaki turystyczne Inowrocławia i okolic

## Szlaki piesze
- Szlak im. Jana Kasprowicza (17 km)

Inowrocław – Szymborze – Sikorowo – Łojewo – Szarlej – Kruszwica
- Szlak im. Stanisława Przybyszewskiego (17 km)

Inowrocław – Marulewy – Trzaski – Jaronty – Dulsk – Łojewo – Mątwy
- Szlak im. Władysława Sikorskiego (25 km)

Inowrocław – Turzany – Balczewo – Parchanie – Gniewkowo
- Szlak Powstania Wielkopolskiego (16 km)

Inowrocław – Kościelec Kujawski – Gorzany – Pakość